# Суцільна система розробки вугільних пластів

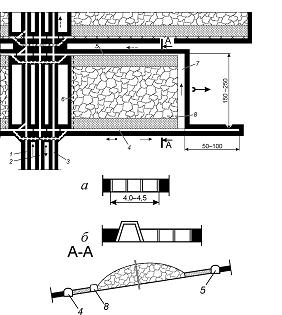
Рис. 1. Суцільна система розробки лава-поверх (лава-ярус): а — розрізна піч; б — розрізний хідник; 1 — допоміжний бремсберґ; 2 — капітальний (панельний) бремсберґ; 3 — вентиляційний хідник; 4, 5 — відповідно, транспортний і вентиляційний поверхові (ярусні) штреки; 6 — розрізна піч (хідник); 7 — лава; 8 — бутовий штрек.

Суцільна система розробки вугільних пластів — суцільна система розробки (рис. 1) характеризується тим, що підготовчі й очисні роботи у виїмковому полі проводяться одночасно і просторово взаємопов'язані між собою.

## Загальний опис
Посування вибоїв, як правило, відбувається у напрямку від підготовчих виробок до меж шахтного поля, блока або панелі. В залежності від похилої висоти поверху (ярусу) у його межах може розміщуватися від однієї до трьох лав (як правило 1-2 лави). Підготовчі (виїмкові) виробки розташовуються або у виробленому просторі, або на межі з ним у зоні інтенсивного зсування гірських порід. Транспортування вугілля проводиться у напрямку протилежному до посування очисного вибою. Одночасне ведення очисних та підготовчих робіт дозволяє зменшити термін введення очисних вибоїв до експлуатації, повністю або частково виключити видачу породи і розміщення її у виробленому просторі. Відсутність тупикових виробок або мала їх довжина дозволяє забезпечити нормальне провітрювання під час розробки газоносних пластів. Водночас за умов застосування суцільної системи розробки дуже великими є витрати на підтримання підготовчих виробок у зоні впливу очисних робіт. Негативно відбиваються організаційні взаємні перешкоди одночасного проведення у виїмковому полі підготовчих та очисних робіт. Неможлива і попередня розвідка умов залягання пласта. Значним є витікання повітря крізь вироблений простір.
Різновиди С.с.р.в.п. подано на рис. 2.

На пластах крутого падіння застосовується система розробки лава-поверх зі стелеуступним або прямолінійним
вибоєм (рис. 3). Виїмкові виробки залежно від умов розробки
можуть бути пластовими (у більшості випадків) або
польовими. При пластовому розташуванні підготовчих
виробок їх охорона в конкретних умовах здійснюється
ціликами вугілля, бутовими смугами або різноманітними
штучними спорудами (тумбами із залізобетонних блоків, литими смугами із швидкозатвердіваючих матеріалів, органним або кущовим кріпленням, кострами, бутокострами або їх комбінаціями). При польовому розташуванні
дільничних підготовчих виробок останні з'єднуються з
пластовими похилими ґезенками або проміжними квершлаґами.
Суцільні системи розробки застосовуються при всіх способах підготовки шахтних полів на пластах потужністю від 1 до 1,2 м, іноді — до 1,5 м при будь-яких кутах падіння, підошвах (включно зі схильними до здимання), покрівлях, які дозволяють підтримувати виробки у зоні впливу очисних робіт, а також на пластах будь-якої газоносності, не схильних до самозаймання. При польовому розташуванні підготовчих виробок можливе відпрацювання й пластів, що схильні до самозаймання.